# ستيوارت مايلز
ستيوارت مايلز (بالإنجليزية: Stuart Miles)‏ هو مقدم تلفزيوني بريطاني، ولد في 20 فبراير 1969.

## وصلات خارجية
- ستيوارت مايلز على موقع IMDb (الإنجليزية)